# Scholastika ze Champagne
Scholastika ze Champagne (francouzsky Scholastique de Champagne, 1172 – 1219) byla hraběnka z Mâconu a Vienne z dynastie Blois.
Narodila se jako dcera Jindřicha I. ze Champagne a Marie, dcery francouzského krále Ludvíka VII. a Eleonory Akvitánské. Stala se druhou manželkou Viléma IV. z Mâconu.
Zemřela v roce 1219 a byla pohřbena v cisterciáckém klášteře Miroir. Její socha byla také na náhrobku v kolegiátním kostele sv. Štěpána v Troyes.